# ملت (داکوتای جنوبی)
ملت(به انگلیسی: Mellette) شهری در ایالت داکوتای جنوبی کشور ایالات متحده آمریکا است که جمعیت آن در سرشماری سال ۲۰۱۰ میلادی، ۲۱۰ نفر بوده‌است.